# Lee Kang-hee
Lee Kang-hee (koreanisch 이강희; * 24. August 2001 in Gongju) ist ein südkoreanischer Fußballspieler.

## Karriere

### Verein
Lee begann seine Karriere in der Shinpyeong High School. Zur Saison 2020 wechselte er zum Erstligisten Suwon Samsung Bluewings. In seinen ersten zwei Jahren kam er aber nur zweimal im Cup zum Einsatz. Zur Saison 2022 wurde er an den Zweitligisten Busan IPark verliehen. In Folge gab er im Februar 2022 sein Profidebüt in der K League 2. Während der Leihe absolvierte er 18 Zweitligapartien. Zur Saison 2023 wurde er an den Zweitligisten Gyeongnam FC weiterverliehen. Bereits im Juli 2023 wurde er von Gyeongnam fest verpflichtet. Während der Saison 2023 kam er zu 34 Einsätzen in der K League 2. In der Saison 2024 absolvierte er 31 Spiele.
Zur Saison 2025/26 wechselte Lee zum österreichischen Bundesligisten FK Austria Wien, bei dem er einen bis 2029 laufenden Vertrag erhielt.

### Nationalmannschaft
Lee nahm 2024 mit der südkoreanischen U-23-Auswahl an der Asienmeisterschaft teil. Bei dieser schied er mit Südkorea im Viertelfinale aus, Lee absolvierte alle vier Partien seines Landes.